# Olof Olai Palmberg
Olof Olai Palmberg, född ca 1640, död 1/6 1706, var en svensk präst.
Son till kyrkoherden Olof Bononis Palmberg och  bror till läkaren och botanikern Johannes Palmberg. 
Regementspastor Södermanlands regemente  1675.
Kyrkoherde i Mönsterås församling 1688 till sin död 1706.
Inskriven Kungliga Akademien i Åbo 1664 .
Gift med Elisabeth Höök.